# Ferry Corsten
Ferry Corsten (Róterdam, Países Bajos; 4 de diciembre de 1973) es un disc-jockey y productor neerlandés célebre de música trance. Corsten fue uno de los pioneros de este género musical. En 2010 ha sido considerado el DJ número 9 del mundo por la revista DJ Mag y el número 3 por The DJ List. En 2013, ocupó la posición #42 en la encuesta realizada por DJ Mag, siendo su mejor desempeño en los años 2004 y 2005 alcanzando la quinta posición.

## Biografía
Se podría decir que Corsten comenzó su carrera a los quince años cuando era el DJ en las fiestas de su escuela. Una vez graduado, decidió estudiar ingeniería eléctrica pero su pasión por la música electrónica lo llevó por otros caminos. Inició su trabajo como músico profesional en 1991 cuando empezó a producir pistas de gabber y poco tiempo después Corsten cambió su estilo orientándose hacia el House y Trance. En 1996 Corsten llegó a la posición número 46 en las listas de éxitos de Reino Unido con su remix de "Don't be Afraid" bajo el nombre de Moonman lo cual le dio algo de notoriedad. El año siguiente, Corsten y su socio Robert Smith fundaron la discográfica Tsunami con la ayuda de la compañía de música dance llamada Purple Eye Entertainment y estos dos individuos recientemente fundaron otro sello llamado Polar State. Desde la fundación de Tsunami, Corsten ha participado en la compilación y mezcla de las canciones que se incluyen en la serie Trance Nation del Ministry of Sound.
Tras de lanzar otros remixes usando el sobrenombre Pulp Victim o colaborando con Vincent De Moor en su proyecto Veracocha, con Robert Smith y con DJ Tiësto en el proyecto Gouryella, (Actualmente en solitario), lanzó su proyecto más exitoso hasta entonces: System F. En 1999 Corsten produjo el sencillo "Out of the Blue" el cual se convirtió en un éxito global casi instantáneamente. "Out of the Blue" llegó al Top 20 del Reino Unido y confirmó el hecho que Corsten había alcanzado el estrellato. Aunque parecía imposible que Corsten superara el éxito de "Out of the Blue", su canción "Air" (bajo el seudónimo de "Albion") fue elogiada por los DJ más famosos de le época (incluyendo a Paul Oakenfold y John Digweed los cuales la incluyeron en sus álbumes de Global Underground). "Air" se ha vuelto a lanzar varias veces (bajo distintos mixes) pero se le llama "Air 2000"'.
Ese mismo año Ferry fue elegido "Productor del año" en los premios musicales Ericsson en Londres. En el 2000 se le otorgó el premio de "Mejor mezcla" por "Barber's Adagio For Strings" de William Orbit (el premio se entregó en los premios Dancestar del 2000).
En el 2003 Corsten lanzó su disco Right of Way en el cual destacan las pistas "Punk", "Rock Your Body, Rock", "Sweet Sorrow" y "Star Traveller" entre otros. Corsten viajó alrededor del mundo promoviendo este trabajo y sus producciones anteriores. En el 2006 Corsten lanzó un nuevo disco titulado L.E.F.: Loud, Electronic, and Ferocious. Este disco dio nombre en el año anterior a su lanzamiento(2005) a una gira que ha llevado a Ferry alrededor de todo el globo. En este trabajo destaca su sencillo "Fire", que contó con la voz del cantante Simon Le Bon,  vocalista del grupo inglés Duran Duran.

## Discografía

### Álbumes de estudio
Como Ferr
- 1996: Looking Forward
- 2020:  As Above So Below

Como System F
- 2001: Out of the Blue
- 2003: Together

Como Ferry Corsten
- 2003: Right of Way
- 2006: L.E.F.
- 2008: Twice in a Blue Moon
- 2012: WKND
- 2017: Blueprint
- 2024: Connect

### Recopilatorios
- 1999 Live At Innercity Amsterdam RAI
- 1999 Solar Serenades
- 1999 Trance Nation 1
- 1999 Trance Nation 2
- 2000 Judge Jules' Judgements Sundays
- 2000 Oslo Central 2000
- 2000 Trance Match 2000 ("System F con Armin van Buuren)
- 2000 Trance Nation 3
- 2000 Trance Nation 4
- 2000 Tsunami One ( con Robert Smit )
- 2001 Dance Valley 2001
- 2001 Global Trance Missions 01: Ámsterdam
- 2001 Trance Nation 5
- 2001 Trancedome 1
- 2002 Global Trance Missions 02: Ibiza
- 2002 Trance Nation 6
- 2002 World Tour Tokyo
- 2003 Kontor Top Of The Clubs Vol.18
- 2003 Mixed Live: Spundae Los Angeles
- 2003 World Tour Washington
- 2004 Dance Valley 2004
- 2004 Inifinite Euphoria
- 2005 Creamfields 2005
- 2005 Passport: Kingdom Of The Netherlands
- 2005 Mixmag presents Ferry Corsten
- 2007 Passport: United States Of America
- 2007 Dance Valley 2007
- 2009 Twice In A Blue Moon
- 2010 Once Upon A Night
- 2010 Once Upon A Night Vol.2
- 2016 Hello World
- 2016 From The Heavens (Gouryella)

### Sencillos
- 1994 Underground (usando el seudónimo Free Inside)
- 1995 Never Felt (usando el seudónimo Free Inside)
- 1995 Dancing Sparks (usando el seudónimo A Jolly Good Fellow)
- 1995 Eyes In The Sky (usando el seudónimo Exiter)
- 1996 Killer Beats (usando el seudónimo A Jolly Good Fellow)
- 1996 My Bass (usando el seudónimo A Jolly Good Fellow)
- 1996 Cyberia (usando el seudónimo Bypass)
- 1996 Legend (usando el seudónimo Ferr)
- 1996 Midnight Moods / NightTime Experience (usando el seudónimo Ferr)
- 1996 Don't Be Afraid (usando el seudónimo Moonman)
- 1996 Galaxia (usando el seudónimo Moonman) release)
- 1996 The Rising Sun (usando el seudónimo Raya Shaku)
- 1997 The World (usando el seudónimo Pulp Victim)
- 1997 Dreams Last For Long (usando el seudónimo Pulp Victim)
- 1997 I'm Losing Control (usando el seudónimo Pulp Victim)
- 1997 First Light (usando el seudónimo Moonman)
- 1997 Carpe Diem (usando el seudónimo Kinky Toys)
- 1997 Somewhere Out There (usando el seudónimo Kinky Toys)
- 1997 Stardust (usando el seudónimo Ferr)
- 1997 Hide & Seek (usando el seudónimo Firmly Underground)
- 1997 The Lizard (usando el seudónimo Exiter)
- 1997 Reach For The Sky (usando el seudónimo "Albion")
- 1998 Air (usando el seudónimo "Albion")
- 1999 Out Of The Blue (usando el seudónimo "System F")
- 1999 Spread Your Wings (usando el seudónimo "System F")
- 1999 Mindsensations (usando el seudónimo Sidewinder)
- 1999 Don't Be Afraid '99 (usando el seudónimo Moonman)
- 2000 Cry (usando el seudónimo "System F") (con Robert Smit)
- 2000 Air 2000 (usando el seudónimo "Albion")
- 2000 Unplugged, Mixed & Motion (usando el seudónimo "System F") (con Robert Smit)
- 2000 Dreams Last For Long (usando el seudónimo Digital Control)
- 2001 Dance Valley Theme 2001 (usando el seudónimo "System F")
- 2001 My Dance (usando el seudónimo Funk Einsatz)
- 2001 Exhale (usando el seudónimo "System F" con Armin van Buuren)
- 2001 Soul On Soul (usando el seudónimo "System F" con Marc Almond)
- 2002 Needle Juice (usando el seudónimo "System F")
- 2002 Punk
- 2002 We Came (con DJ Tiësto)
- 2002 Solstice (usando el seudónimo "System F")
- 2003 Indigo
- 2003 Spaceman (usando el seudónimo "System F")
- 2004 Rock Your Body Rock
- 2004 Believe The Punk (con Lange)
- 2004 Everything Goes
- 2004 It's Time
- 2004 Right Of Way
- 2004 Sweet Sorrow
- 2004 Ignition, Sequence, Start! (usando el seudónimo "System F")
- 2005 Holding On
- 2005 Reaching Your Soul (usando el seudónimo "System F")
- 2005 Startraveller
- 2006 Fire
- 2006 Junk
- 2006 Watch Out
- 2007 Beautiful
- 2007 Forever
- 2008 Out Of The Blue (Full On Ferry Violin Edit) (manteniendo el seudónimo "System F")
- 2008 Radio Crash
- 2006 Made Of Love
- 2009 We Belong
- 2011 Feel It!
- 2011 So Good
- 2011 Check It Out
- 2011 Brute (vs. Armin Van Buuren)
- 2012 Ain't No Stoppin' (ft. Ben Hague)
- 2012 Take Me
- 2012 Live Forever (con Aruna)
- 2012 Not Coming Down (con Betsie Larkin)
- 2013 Black Light
- 2013 F The Bull$h1t
- 2013 Many Ways
- 2013 Collision (con Bassjackers)

### Como Coproductor
- "Gouryella" (con DJ Tiësto) Sencillos:			
  - 1998 Gouryella
  - 1998 Gorella
  - 1999 Walhalla
  - 2000 Tenshi
  - 2002 Ligaya (DJ Tiësto no participó, John Ewbank tomó su lugar)
- "Veracocha" (con Vincent De Moor) Sencillos:
  - 1999 Carte Blanche
- "Alter Native" (con Robert Smit) Sencillos:
  - 1995 Joy Factory
  - 1996 I Feel Good
  - 1997 The Warning
- "Blade Racer" (con Robert Smit) Sencillos:
  - 1996 Master Blaster Party
- "Double Dutch" (con Robert Smit) Sencillos:
  - 1998 Here We Go...!
- "Elektrika" (con Robert Smit) Sencillos:
  - 1998 It Makes Me Move
- "Roef" (con Robert Smit) Sencillos:
  - 1997 Outthere
- "Scum" (con Robert Smit) Sencillos:
  - 1994 Your Gun
- "Selected Worx" (con Robert Smit) Sencillos:
  - 1998 Volume 1
- "Sons Of Aliens" (con Robert Smit):
  - 1994 Intruders EP (álbum)
  - 1994 Welcome To Dew. Lokh (álbum)
  - 1995 In Love EP (sencillo)
- "Starparty" (conh Robert Smit) Sencillos:
  - 1997 I'm In Love
- "Discodroids" (con Peter Nijborn) Sencillos:
  - 1996 The Show
  - 1997 Interspace
  - 1998 Energy
- "Fernick" (con Nick Kazemian) Sencillos:
  - 1996 What Would You Like Me To Do
- "Mind To Mind" (con Piet Bervoets) Sencillos:
  - 1992 Zen
  - 1997 Music Is My Life
- "Nixieland" (con Piet Bervoets) Sencillos:
  - 1998 All I Need, All I Want
- "Project Aurora" (con Lucien Foort & Ron Matser) Sencillos:
  - 1999 Sinners
- "Soundcheck" (con Andre Van Den Bosch) Sencillos:
  - 1999 Minddrive
- "Spirit Of Adventure" (con Robert Smit, John Matze y Renי de Ruijter)
  - 1991 Spirit Of Adventure
- "The Tellurians" (con Robert Smit, John Matze y Renי de Ruijter)
  - 1992 The Navigator
  - 1992 Illustrator E.P.
  - 1998 Space Is The Place
  - 1999 Danca Alderbaran
- "Zenithal" (con R. De Ruyter)
  - 1992 Sssshhhht EP
  - 1996 Alasca (sencillo)

## Ranking DJmag
| DJ            | 1999 | 2000 | 2001 | 2002 | 2003 | 2004 | 2005 | 2006 | 2007 | 2008 | 2009 | 2010 | 2011 | 2012 | 2013 | 2014 | 2015 | 2016 | 2017 | 2018 | 2019 | 2020 | 2021 | 2022 | 2023 | 2024 |
| ------------- | ---- | ---- | ---- | ---- | ---- | ---- | ---- | ---- | ---- | ---- | ---- | ---- | ---- | ---- | ---- | ---- | ---- | ---- | ---- | ---- | ---- | ---- | ---- | ---- | ---- | ---- |
| Ferry Corsten | 77°  | 22°  | 19°  | 11°  | 6°   | 5°   | 5°   | 6°   | 8°   | 6°   | 7°   | 9°   | 18°  | 22°  | 42°  | 91°  | 85°  | 99°  | 90°  | 75°  | 59   | 53°  | 57°  | 87°  | 89°  | 80°  |

## Ranking TrancePodium
| DJ            | 2016 | 2017 | 2018 | 2019 | 2020 | 2021 |
| ------------- | ---- | ---- | ---- | ---- | ---- | ---- |
| Ferry Corsten | 6°   | 2°   | 3°   | 6°   | 5°   | 7°   |

## Otros nombres
Esta lista contiene otros nombres usados por Ferry Corsten.
| - 4x4 - A Jolly Good Fellow - Albion - Bypass - Cyber F - Dance Therapy - Delaquente - Digital Control - DotNL - East West - Eon - Exiter - Farinha - Ferr - Festen - Firmly Underground | - Free Inside - Funk Einsatz - Kinky Toys - Lunalife - Moonman - Party Cruiser - Pulp Victim - Pulse - Raya Shaku - Sidewinder - Skywalker - System F - The Nutter - Zenithal |

## Programa de radio
Ferry Corsten es el locutor del programa semanal Corsten's Countdown, transmitido en vivo en los Países Bajos y en Urbana 92.5 FM Montevideo - Uruguay.
A partir del episodio 957, Ferry Corsten se integra como coproductor en el programa de radio de Armin van Buuren. Durante unos episodios suplantó en su totalidad a Armin van Buuren y actualmente dirige junto con Ruben de Ronde la segunda hora de transmisión del famoso programa de radio.